# Campanula afra
Campanula afra là loài thực vật có hoa trong họ Hoa chuông. Loài này được Cav. mô tả khoa học đầu tiên năm 1801.